# Patenttroll
De term patenttroll wordt internationaal gebruikt voor veelal kleine bedrijven die zelf een octrooipakket opbouwen of beheren voor een groot bedrijf. Ze octrooieren ideeën maar produceren zelf niets. De octrooien worden ingezet om actief rechten af te dwingen. Patenttrolls worden publiek bekritiseerd omdat ze niets produceren en maatschappelijk dus niets bijdragen. Dit argument geldt echter met name voor de kleine patenttrolls die zelfstandig opereren. De term trolling is afkomstig uit het criminele dialect en staat voor het "patrouilleren in de buurt op zoek naar mensen".
Patenttrolls zijn een regelrecht uitvloeisel van onze octrooiwetgeving. Op het vlak van auteursrecht is eenzelfde ontwikkeling zichtbaar. Ondanks de negatieve naam van patenttrolls zijn er positieve argumenten te noemen: het beïnvloedt de liquiditeit van octrooien, maakt ze verhandelbaar, het biedt legaal toegang tot de octrooien via de organisatie die ze beheert en het stimuleert innovatie en vooruitgang door nieuwe uitvindingen te belonen. Aan de andere kant staan hogere kosten voor innovatieve bedrijven doordat ze meer rekening moeten houden met hogere licentiekosten en meer energie moeten steken in het onderzoeken van mogelijke inbreuken. Daarnaast ontstaat er rechtsonzekerheid - innovatie brengt een steeds groter risico op rechteninbreuk met zich mee - hetgeen slecht is voor het innovatieklimaat.
Een goede definitie van patenttroll is echter lastig te geven; niet iedereen die octrooien uitbaat is een patenttroll. In een Amicus curiae omschreef Yahoo! patenttrolls als "rechtspersonen met als primaire doel het jagen op vernieuwers die daadwerkelijk waardevolle goederen voor de gemeenschap produceren". Yahoo! stelde daarin verder dat het doel van patenttrolls is om "het octrooisysteem te misbruiken door octrooien te bemachtigen met als doel om schikkingen af te dwingen met dergelijke vernieuwers".
Hoewel in aanzienlijk mindere mate dan in de Verenigde Staten zijn ook in Europa patenttrolls actief. Vooral softwarepatenten en andere triviale octrooien lenen zich goed voor misbruik. Critici zijn derhalve bezorgd over de ontwikkelingen binnen de EU aangaande het Europees Octrooibureau en de lage belasting van 10% op inkomsten uit octrooien in Nederland die volgens hen uitnodigt tot meer activiteiten van patenttrolls.

## Herkomst van het woord
Peter Detkin, advocaat bij Intel, bedacht de term in de jaren negentig. Hij kreeg met zulke belachelijke eisen van één patent-advocaat te maken dat hij hem "patent-afperser" noemde. Hij werd aangeklaagd wegens smaad en zon op een betere aanduiding. Zijn dochtertje van vier speelde graag met troll-dolls. Op een avond zat hij naar haar te kijken en realiseerde zich dat het klassieke trollenverhaal perfect bij dit soort advocaten paste: De Trol van de drie geitjes die onder een brug ligt die hij niet gebouwd heeft en betaling eist van iedereen die voorbij komt. Vandaar de benaming patenttrol."
Peter Detkin werkt anno 2011 overigens voor Intellectual Ventures, door insiders binnen Silicon Valley omschreven als de grootste patenttrol van Amerika.